# سیکاینن
سیکایْنِن (به فنلاندی: Siikainen) یک منطقهٔ مسکونی در فنلاند است که در ساتاکونتا واقع شده‌است.